# Ziekte van Krabbe
De ziekte van Krabbe of encephalopathia subcorticalis progressiva is een zeldzame degeneratieve stoornis die vaak een fatale afloop kent. De aandoening tast de myelineschede aan in het zenuwstelsel. De ziekte van Krabbe wordt overgeërfd volgens een autosomaal recessief patroon. De aandoening werd genoemd naar de Deense neuroloog Knud Haraldsen Krabbe en wordt onder de leukodystrofieën gerekend.

## Prevalentie
De ziekte van Krabbe komt voor in ongeveer 1 op de 100.000 nieuwgeborenen. Een hogere prevalentie (1 op de 6000) werd gerapporteerd in sommige Arabische gemeenschappen te Israël.

## Oorzaak
De ziekte van Krabbe wordt veroorzaakt door een mutatie in het GALC gen. Deze mutatie leidt tot een deficiëntie van het enzym galactosylceramidase. De stapeling van ongemetaboliseerde vetten beïnvloedt de groei van de myelineschede rondom de neuronen. In de normale situatie isoleert myeline het axon van het neuron. Myeline is daarnaast belangrijk voor de voortgeleiding van de zenuwimpuls. De degeneratie van deze myelineschede leidt tot het afnemen van de motorische vaardigheden. Aandoeningen die de myelineschede treffen zijn gekend onder de naam leukodystrofieën. Bij de ziekte van Krabbe is voornamelijk de groei van de myelineschede aangedaan.

## Symptomen
Bij de geboorte zijn kinderen met de ziekte van Krabbe normaal. De symptomen beginnen rond de 3e à 6e levensmaand met geïrriteerdheid, koorts, stijfheid van de ledematen, moeilijkheden met eten, braken en een vertraging van de mentale en motorische ontwikkeling. In de aanvangsfase van de ziekte worden de symptomen soms verkeerd geïnterpreteerd als hersenverlamming ("cerebral palsy"). Andere symptomen zijn spierzwakte, spasticiteit, doofheid, opticusatrofie en blindheid, paralyse en slikproblemen. Gewichtsverlies kan eveneens voorkomen. Er zijn daarnaast juveniele en volwassen vormen van de ziekte, afhankelijk van de leeftijd waarop de eerste symptomen optreden. Deze late vormen van de ziekten hebben eenzelfde verloop maar een tragere progressie.

## Diagnose
De ziekte kan gediagnosticeerd worden door de karakteristieke groepering van bepaalde cellen (multinucleaire globoidcellen), demyelinisatie van de zenuwvezels en de destructie van hersenweefsel. Speciale kleuringen voor myeline (bv luxol) kan gebruikt worden bij de histologische diagnose.

## Behandeling
Er is geen behandeling voorhanden voor de ziekte van Krabbe. Beenmergtransplantatie laat positieve resultaten zien bij milde gevallen in de aanvangsfase van de ziekte. Over het algemeen is de behandeling symptomatisch. Fysiotherapie kan helpen de spiertonus te bewaren. Een studie in de New England Journal of Medicine laat zien dat navelstrengbloedtoediening de ziekte kan tegenhouden. De toediening dient te gebeuren vooraleer de symptomen zich manifesteren.

## Prognose
Bij kinderen met de aandoening treedt het overlijden meestal op voor het tweede levensjaar. Patiënten met de late vorm van de ziekte van Krabbe hebben een tragere progressie en leven significant langer.